# دیل دیفنس
دیل دیفنس (انگلیسی: Diehl Defence) شرکت تجهیزات دفاعی آلمانی است.